# Korepetitor
Korepetitor je pianist, ki spremlja izvajalce na solističnih instrumentih ali pevski zbor.
- Solistične instrumente spremlja tako, da nadomešča sicer večjo glasbeno-instrumentalno zasedbo s simulacijo njihove partiture na klavirju. Taki postopki se imenujejo korepeticije, namenjene pa so vajam manjših glasbenih skupin, ki izvajajo skladbe skupaj z večjimi glasbenimi skupinami. Ker bi bile prve koncertne vaje skupaj z orkestrom ali z drugimi večjimi skupinami težavne, zamudne in tudi finančno obremenjujoče, je v navadi postopek korepetiranja.

- Korepetiranje pevskega zbora večinoma služi kot pripomoček k intoniranju pevskih glasov v smislu preigravanja zborovske partiture.

Poklic korepetitorja je najpogostejši v operi (uvajanje pevcev), v okviru glasbenega šolstva, v okviru zborovskih dejavnosti; malo manj pa v okviru koncertnih dejavnosti.